# Greg Sanders
Greg Sanders är f.d. labbteknikern i tv-serien CSI. I säsong 5 utbildade han sig till CSI (Crime Scene Investigator; brottsplatsundersökare)
Hans hela namn är Greg (Gregory/Greger) Hojem Sanders. 
Hans mamma kommer ursprungligen från Norge, men hans morfar blev utkastad från Norge, eftersom han gjorde Gregs mormor gravid innan de hade gift sig.
Greg Sanders sågs som överbegåvad som barn och började skolan ett år tidigare. Han kunde vänta med läxorna till på kvällen innan de skulle lämnas in eller till och med morgonen.
Rollen spelas av Eric Szmanda.